# Od nas zavisi
Od nas zavisi (mac. Од нас зависи) – utwór macedońskiej wokalistki Karoliny Goczewej, napisany przez Nikołę Perewski i Władimira Krstewskiego, nagrany i wydany w 2002 roku. Za aranżację odpowiadał Diran Tawitjan.
W lutym 2002 roku utwór wygrał ogólnokrajowy festiwal Skopje Fest, dzięki czemu reprezentował Macedonię podczas 47. Konkursu Piosenki Eurowizji. W finale konkursu, który odbył się 25 maja w Saku Suurhall w Tallinnie, piosenka zajęła ostatecznie 19. miejsce, zdobywając łącznie 25 punktów. Singiel był jedną z nielicznych propozycji konkursowych wykonanych w języku ojczystym.
Oprócz macedońskojęzycznej wersji singla, Goczewa nagrała piosenkę w języku angielskim („It depends on us”).

## Lista utworów
CD single
1. „Od nas zavisi”
2. „It depends on us”